# Til siste hinder
Til siste hinder är en norsk ungdomsfilm från 2011, regisserad av Anders Øvergaard.
2012 kom uppföljaren Skvis.

## Handling
Ida tillhör den coolaste gruppen på skolan, och det hon gillar att göra allra mest är att gå och shoppa tillsammans med bästa vännen Karoline. Hon älskar sitt liv ända fram tills att hennes mamma en dag berättar för henne att de snart ska flytta, till en gammal, nerlagd gård i en liten by i Nordnorge. Ida ogillar att hennes föräldrar tvingat henne bort från sina vänner, och efter en vecka i byn går saker från dåligt till värre.
Ida anser de jämnåriga ungdomarna från landsbygden vara en grupp "förlorare" som aldrig har hört om kosmetik, och som tillbringar hela sin tid på hästar. Ida är fast bestämt på att komma tillbaka till hemstan, och sina gamla vänner, på ett eller annat sätt. Men ett dramatiskt möte med en häst som heter Kehilan förändrar allt.

## Rollista
- Julie Nordhuus – Ida
- Nina Pernille Marlow – Karoline
- Marthe Vonheim – Hanne
- Hanne Øberg – Beathe
- Elise Strømberg Mærlie – Molly
- Marianne Meløy – Lisbeth
- Janne Asvik – Emma
- Victor Haugen Kristiansen – Gustav
- Anne Kristine Vonheim – Kikki

## Mottagande
Filmen sågs av totalt 26 761 biobesökare i Norge. VG:s recensent gav filmen 2 i betyg, medan Stockholms filmfestival Junior 2012 gav filmen pris för bästa barnfilm. Filmen vann därefter Amandaprisen 2012 för Bästa barnfilm.